# Liste der Biografien/Garb
Liste der Biografien |
Portal Biografien |
Personensuche
# |
A |
B |
C |
D |
E |
F |
G |
H |
I |
J |
K |
L |
M |
N |
O |
P |
Q |
R |
S |
T |
U |
V |
W |
X |
Y |
Z |
?
 
Ga |
Gb |
Gc |
Gd |
Ge |
Gf |
Gh |
Gi |
Gj |
Gk |
Gl |
Gm |
Gn |
Go |
Gp |
Gq |
Gr |
Gs |
Gu |
Gv |
Gw |
Gy |
Gz
 
Gaa |
Gab |
Gac |
Gad |
Gae |
Gaf |
Gag |
Gah |
Gai |
Gaj |
Gak |
Gal |
Gam |
Gan |
Gao |
Gap |
Gaq |
Gar |
Gas |
Gat |
Gau |
Gav |
Gaw |
Gax |
Gay |
Gaz
 
Gara |
Garb |
Garc |
Gard |
Gare |
Garf |
Garg |
Garh |
Gari |
Gark |
Garl |
Garm |
Garn |
Garo |
Garp |
Garr |
Gars |
Gart |
Garu |
Garv |
Garw |
Gary |
Garz
Die Liste der Biografien führt alle Personen auf, die in der deutschsprachigen Wikipedia einen Artikel haben. Dieses ist eine Teilliste mit 127 Einträgen von Personen, deren Namen mit den Buchstaben „Garb“ beginnt.

## Garb

### Garba
- Garba, Adamou (* 1954), nigrischer Umweltaktivist und Politiker
- Garba, Adamou (* 1962), nigrischer Offizier
- Garba, Hamsou (1958–2022), nigrische Sängerin und Komponistin
- Garba, Joseph Nanven (1943–2002), nigerianischer Politiker
- Gârbă, Nicolae (* 1927), rumänischer Politiker (PCR) und Botschafter
- Garba, Seyni (* 1953), nigrischer Offizier und Diplomat
- Gârbă, Traian (1927–1989), rumänischer Politiker (PCR) und Botschafter
- Garba, Yayé (1957–2013), nigrischer Offizier
- Garba-Jahumpa, Bala (* 1958), gambischer Politiker
- Gârbacea, Daniela (* 1974), rumänische Biathletin
- Garbade, Daniel (* 1957), Schweizer Kunstmaler, Illustrator, Requisiteur beim Film und Verleger
- Garbade, Dora (1893–1981), deutsche Landfrau und bedeutende Wegbereiterin der Landfrauenbewegung in Niedersachsen
- Garbade, Kenneth D. (* 1946), US-amerikanischer Wirtschaftswissenschaftler und Hochschullehrer
- Garbade, Robert D. (1918–1983), erster Kameramann des Schweizer Fernsehens, Drehbuchautor und Regisseur
- Garbade, Steve (* 1979), US-amerikanischer Komponist, Cellist und Sound Designer
- Garbade, Theodore (1873–1961), deutsch-schweizerischer Kaufmann und Bankier
- Garbai, Sándor (1879–1947), ungarischer Politiker und Ministerpräsident
- Garbajosa, Jorge (* 1977), spanischer Basketballspieler
- Garbaliauskaitė, Daiva (* 1983), litauische Juristin, Managerin und Energie-Politikerin sowie Vizeministerin
- Garbang, Walter (1911–1984), deutscher Widerstandskämpfer gegen den Nationalsozialismus
- Garbani, Valérie (* 1966), Schweizer Politikerin (SP)
- Garbani-Nerini, Evaristo (1867–1944), Schweizer Politiker und Richter (FDP)
- Garbaravičius, Arvydas (* 1953), litauischer Politiker und Bürgermeister von Kaunas
- Garbaravičius, Ramūnas (* 1956), litauischer Politiker
- Garbarek, Anja (* 1970), norwegische Singer-Songwriterin und Filmmusikkomponistin
- Garbarek, Jan (* 1947), norwegischer Saxophonist, Jazz-MusikerJan Garbarek (* 1947)

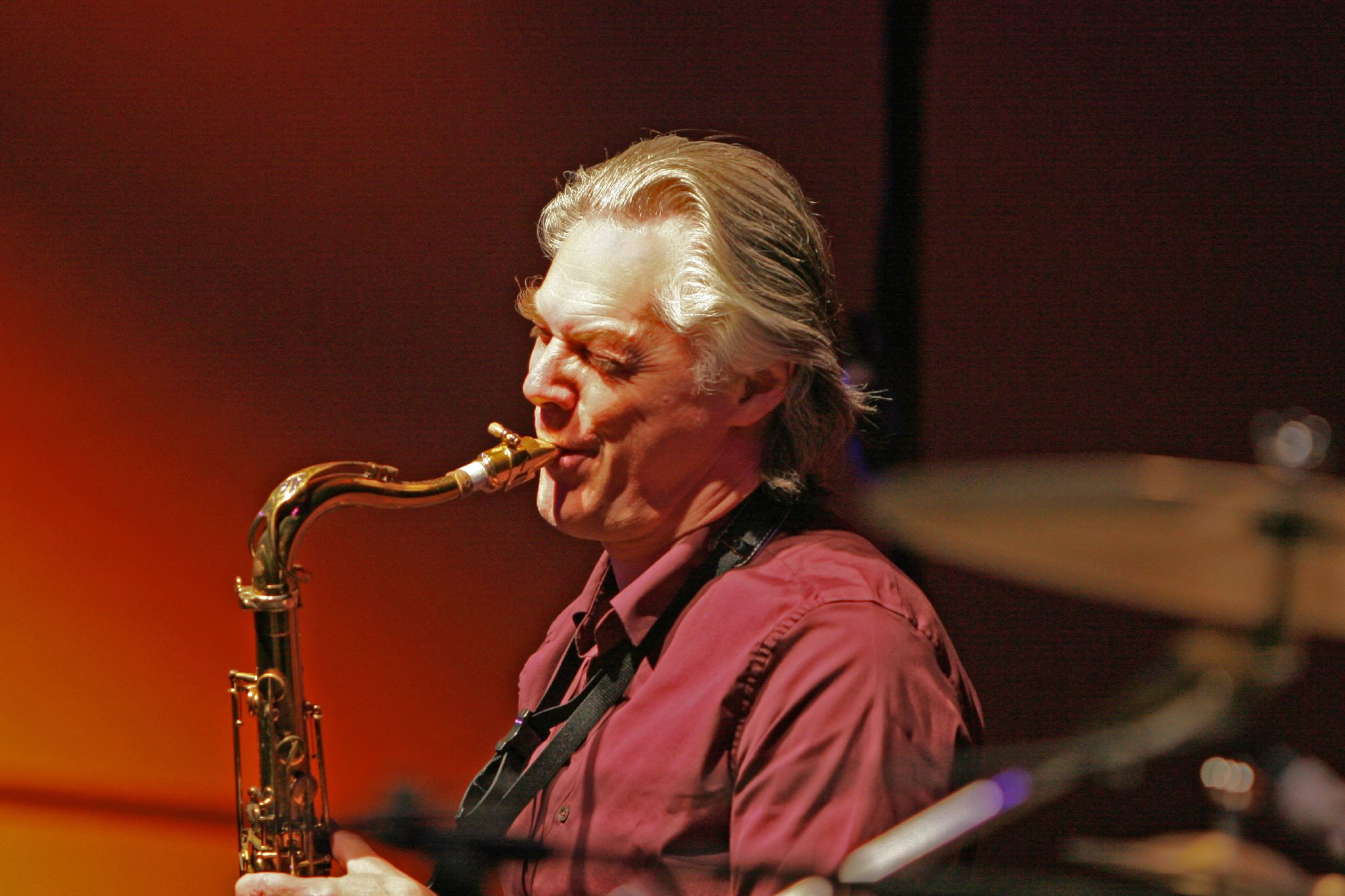
Jan Garbarek (* 1947)

- Garbarini, Kurt (1913–1943), deutscher Widerstandskämpfer gegen den Nationalsozialismus
- Garbarino, Andrew (* 1984), US-amerikanischer Politiker der Republikanischen Partei
- Garbarski, Sam (* 1948), belgischer Filmregisseur
- Garbasz, Yishay (* 1970), britisch-israelische Künstlerin
- Garbáty, Josef (1851–1939), deutscher Unternehmer, Zigarettenfabrikant
- Garbay, Pierre (1903–1980), französischer General, Militärgouverneur von Paris

### Garbe
- Garbe, Albert (1904–1975), deutscher Schauspieler
- Garbe, Anne (* 1945), deutsche Politikerin (SPD), MdL
- Garbe, Burckhard (1941–2021), deutscher Schriftsteller und Germanist
- Garbe, Charlotte (1929–2013), deutsche Politikerin (Die Grünen), MdL, MdB
- Garbe, Christine (* 1995), deutsche Schauspielerin, Sprecherin, Filmemacherin und Synchronsprecherin
- Garbe, Dagmar (1952–2012), deutsche Schriftstellerin und Bildende Künstlerin
- Garbe, Detlef (* 1956), deutscher Historiker
- Garbe, Fritz (1891–1970), deutscher evangelischer Geistlicher, Archivar und Kirchenhistoriker
- Garbe, Gernulf (* 1940), deutscher Sportmediziner, Orthopäde und Chirotherapeut sowie ehemaliger Bodybuilder
- Garbe, Gustav (1865–1935), deutscher Politiker (SPD) und Gewerkschaftsfunktionär
- Garbe, Herbert (1888–1945), deutscher Bildhauer
- Garbe, Hermann (* 1874), deutscher Politiker
- Garbe, Karl (1897–1929), deutscher Politiker (SPD), MdL
- Garbe, Karl (1927–2019), deutscher Journalist, Schriftsteller und Politmanager
- Garbe, Richard von (1857–1927), deutscher Indologe
- Garbe, Robert (1847–1932), deutscher Maschinenbauingenieur, preußischer Eisenbahn-Baubeamter
- Garbe, Robert (1878–1927), niederdeutscher Schriftsteller
- Garbe, Wilhelm (1859–1926), deutscher Maurer, Feuerwehr-Kutscher und Feldaufseher
- Garbe, Wilhelm (1893–1967), deutscher Manager und Sportfunktionär
- Garbell, Alexandre (1903–1970), französischer Maler
- Garbelli, David (* 1981), italienischer Radrennfahrer
- Garbelli, Gianna Maria (* 1967), italienische Filmregisseurin und Drehbuchautorin
- Garbelotto, Tony (* 1969), britischer Basketballtrainer
- Garbely, Frank (* 1947), Schweizer investigativer Journalist
- Garben, Britta-Heide (* 1971), deutsche Agrarökonomin und Politikerin (Bündnis 90/Die Grünen)
- Garben, Cord (* 1943), deutscher Pianist
- Garben, Fritz (* 1938), deutscher Brigadegeneral der Bundeswehr
- Garben, Johann (1824–1876), deutscher Architekt
- Garber, Alan (* 1955), US-amerikanischer Arzt, Gesundheitsökonom und WissenschaftsmanagerAlan Garber (* 1955)

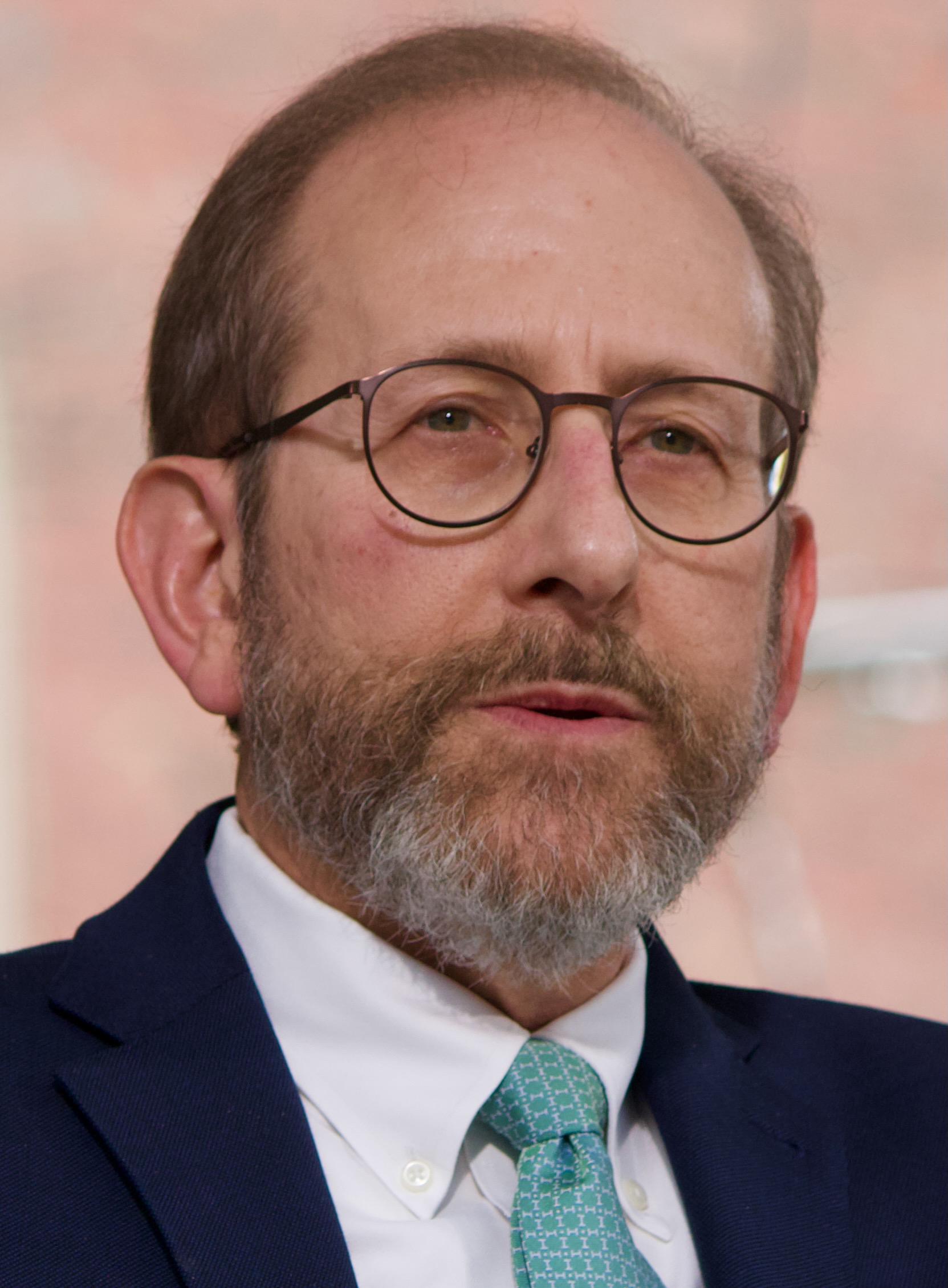
Alan Garber (* 1955)

- Garber, Don (* 1957), US-amerikanischer Sportfunktionär
- Garber, Harvey C. (1866–1938), US-amerikanischer Politiker
- Garber, Jacob A. (1879–1953), US-amerikanischer Politiker
- Garber, Jake (* 1965), US-amerikanischer Maskenbildner und Spezialeffektkünstler
- Garber, Jan (1894–1977), US-amerikanischer Violinist und Big-Band-Leader im Bereich des Swing und der Populären Musik
- Garber, Johann (* 1947), österreichischer Künstler
- Garber, Jörn (* 1942), deutscher Germanist
- Garber, Josef (1883–1933), österreichischer Kunsthistoriker und Denkmalpfleger
- Garber, Joseph R. (1943–2005), amerikanischer Autor
- Garber, Judith G. (1961–2024), US-amerikanische Diplomatin
- Garber, Klaus (* 1937), deutscher Literaturwissenschaftler und Literaturtheoretiker
- Garber, Marjorie (* 1944), amerikanische Anglistin und Hochschullehrerin
- Garber, Matthew (1956–1977), englischer Schauspieler
- Garber, Milton C. (1867–1948), US-amerikanischer Jurist und Politiker
- Garber, Otto (1880–1949), deutscher Autor
- Garber, Peter M. (* 1947), US-amerikanischer Ökonom und Hochschullehrer
- Garber, Roland (* 1972), österreichischer Radrennfahrer
- Garber, Silas (1833–1905), US-amerikanischer Politiker
- Garber, Stefan (* 1955), deutscher Jurist und Konzernmanager
- Garber, Terri (* 1960), US-amerikanische Fernsehschauspielerin
- Garber, Victor (* 1949), kanadischer SchauspielerVictor Garber (* 1949)

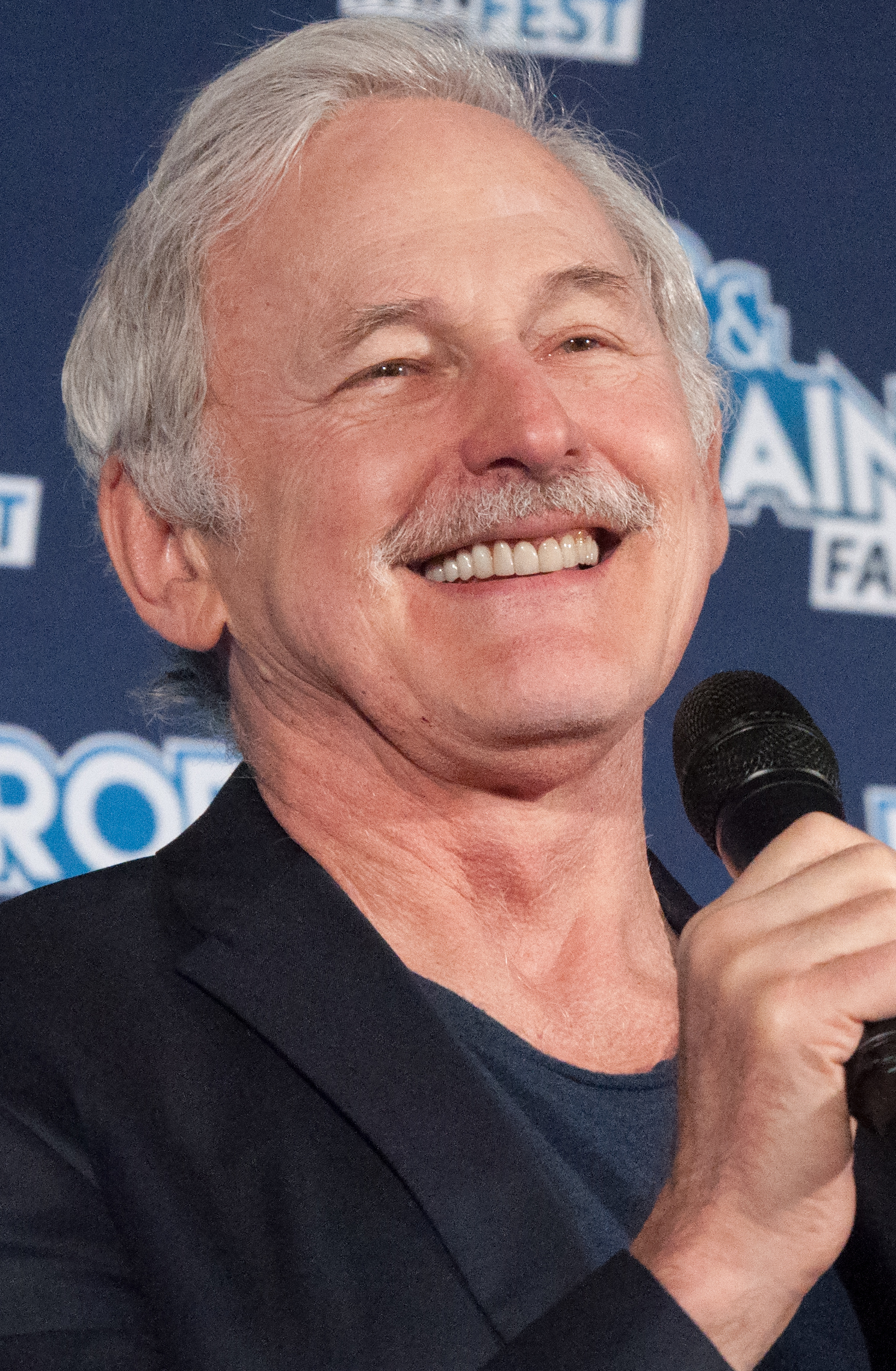
Victor Garber (* 1949)

- Garbers, Dieter, deutscher Fußballtrainer
- Garbers, Emelie (* 1982), schwedische Schauspielerin
- Garbers, Gerhard (* 1942), deutscher Schauspieler
- Garbers, Karl (1864–1943), deutscher Bildhauer
- Garbers, Karl (1896–1965), deutscher Politiker (SPD), MdL
- Garbers, Karl (1898–1990), deutscher Orientalist und Wissenschaftshistoriker
- Garbers, Karl-Heinz (* 1946), deutscher Badmintonspieler
- Garbers, Zamuels (1914–1942), lettischer Fußballspieler
- Garbes, Elvira (* 1956), deutsche Sozialwissenschaftlerin und Kommunalpolitikerin (Bündnis 90/Die Grünen)
- Garbett, Cyril Forster (1875–1955), Erzbischof von York
- Garbett, Matthew (* 2002), neuseeländischer Fußballspieler
- Garbetta, Mario (* 1946), italienischer Film- und Fernsehschaffender
- Garbey, Marcia (1949–2024), kubanische Weitspringerin, Hochspringerin, Sprinterin und Fünfkämpferin
- Garbey, Ramón (* 1971), kubanischer Boxer
- Garbey, Rolando (1947–2023), kubanischer Boxer

### Garbi
- Garbi, Alejandro (* 1983), spanischer Squashspieler
- Garbi, Keti (* 1963), griechische Sängerin
- Garbieri, Lorenzo (1580–1654), italienischer Maler
- Garbin, Tathiana (* 1977), italienische Tennisspielerin
- Garbiński, Kajetan (1796–1847), polnischer Mathematiker und Politiker
- Garbisi, Paolo (* 2000), italienischer Rugby Union Spieler
- Garbitius, Matthias († 1559), deutscher Philologe

### Garbo
- Garbo, Anita, britisch-italienische Sängerin
- Garbo, Greta (1905–1990), schwedische FilmschauspielerinGreta Garbo (1905–1990)

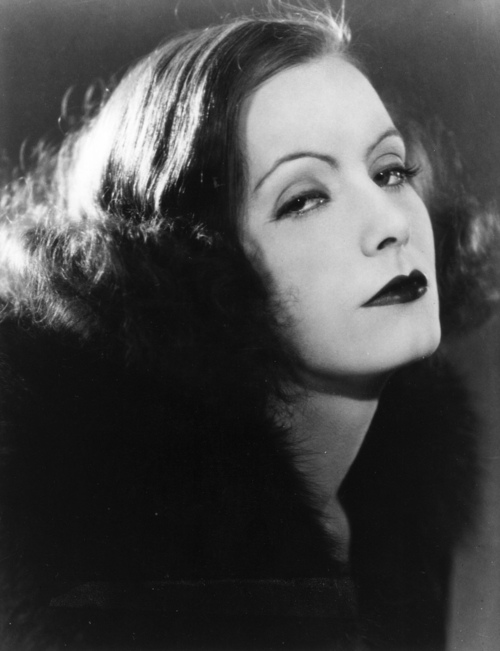
Greta Garbo (1905–1990)

- Garbo, Tommaso del († 1370), florentinischer Humanmediziner
- Garborg, Arne (1851–1924), norwegischer Dichter und Schriftsteller, der das Nynorsk propagierte
- Garborg, Hulda (1862–1934), norwegische Schriftstellerin und Theaterregisseurin
- Garbotz, Georg (1891–1976), deutscher Maschinenbauingenieur und Hochschullehrer
- Garbovitsky, Gregori (1892–1954), russisch-kanadischer Geiger, Dirigent und Musikpädagoge
- Garbowski, Maciej (* 1981), polnischer Jazzmusiker (Kontrabass, Komposition)
- Garbowski, Tomasz (* 1979), polnischer Politiker, Mitglied des Sejm

### Garbr
- Garbrecht, Günter (* 1950), deutscher Politiker (SPD), MdL
- Garbrecht, Günther (1925–2019), deutscher Bauingenieur und -forscher
- Garbrecht-Enfeldt, Monique (* 1968), deutsche Eisschnellläuferin

### Garbs
- Garbsch, Jochen (1936–2003), deutscher provinzialrömischer Archäologe

### Garbu
- Garbuglia, Bruno (1952–2011), italienischer Drehbuchautor
- Garbuglia, Mario (1927–2010), italienischer Filmausstatter und Szenenbildner
- Garbus, Liz, US-amerikanische Filmproduzentin, Filmregisseurin und Autorin
- Garbuschewski, Ronny (* 1986), deutscher Fußballspieler
- Garbusow, Wassili Fjodorowitsch (1911–1985), sowjetischer Finanzminister (1960–1985)
- Garbutt, George (1903–1967), kanadischer Eishockeyspieler
- Garbutt, Ryan (* 1985), kanadischer Eishockeyspieler
- Garbutt, William (1883–1964), englischer Fußballspieler und -trainer
- Garbuzov, Dmitri Z. (1940–2006), russisch-US-amerikanischer Physiker
- Garbuzov, Vadim (* 1987), kanadisch-österreichischer Tänzer ukrainischer HerkunftVadim Garbuzov (* 1987)

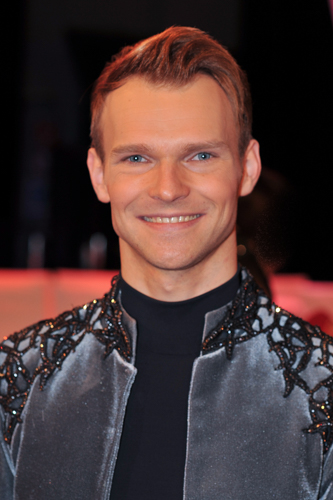
Vadim Garbuzov (* 1987)